# PHP-Qt
PHP-Qt es una extensión para PHP5 que permite escribir programas con el Toolkit de Qt. 
PHP-Qt proporciona una interfaz orientada a objetos a las clases de Qt que permite desarrollar aplicaciones Qt en PHP. Aparte de la interfaz gráfica también ofrece herramientas para procesado de XML, acceso a bases de datos, procesamiento de imágenes incluyendo SVG, 3D, etc.
PHP-Qt está disponible para GNU/Linux, Mac Os X, Unix, Windows, e incluso, para teléfonos móviles.